# Cees van Liere
Cornelis Johannes (Cees) van Liere (Bruinisse, 11 januari 1948) is een Nederlands politicus van de VVD.
Van 1986 tot 1991 was hij wethouder en locoburgemeester van zijn geboorteplaats Bruinisse. In dat laatste jaar werd Van Liere burgemeester van de toenmalige Noord-Brabantse gemeente Putte. Op 1 januari 1995 volgde zijn benoeming tot burgemeester van Sluis-Aardenburg wat op die datum gevormd werd bij de fusie van de gemeenten Sluis en Aardenburg. Vanaf 18 juni 2001 was hij waarnemend burgemeester van de gemeente Noord-Beveland. Op 1 januari 2002 volgde alsnog zijn benoeming tot burgemeester van Noord-Beveland. Dat was min of meer de tweede keer dat hij Rinus Everaers opvolgde want voor zijn benoeming in Sluis-Aardenburg was Everaers de burgemeester van Sluis. In januari 2008 ging Van Liere vervroegd met pensioen. Na de gemeenteraadsverkiezingen in 2010 fungeerde hij als informateur bij de gemeente Woensdrecht waar de gemeente Putte in 1997 in opgegaan is.